# Diada dels Minyons de Terrassa
La diada dels Minyons de Terrassa és una diada castellera que se celebra al Raval de Montserrat o a la Plaça Vella de Terrassa i on participa la colla dels Minyons de Terrassa i dues colles convidades, normalment sent una d'aquestes els Castellers de Barcelona. Habitualment se celebra el tercer diumenge de novembre, coincidint amb una de les fires de Terrassa.

## Història
La primera edició data de 1979 i excepcionalment se celebrà el mes de desembre.
La diada de l'any 1993 fou molt destacada, ja que els Minyons carregaren el primer dos de nou amb folre i manilles de la història. Dos anys més la diada es va endarrerir degut a la celebració d'eleccions al parlament de Catalunya, els Minyons van intentar el 5 de 9 amb folre i els Castellers de Barcelona van intentar el 3 de 8 aixecat per sota, castell que encara no s'havia vist en el segle xx.
També molt destacada fou la XX Diada dels Minyons de Terrassa celebrada el dia 22 de novembre del 1998, que va passar a formar part de la història a causa del fet que es va poder completar (carregar i descarregar) per primera vegada a la història un castell de deu pisos: el 3 de 10 amb folre i manilles. En la mateixa diada els Castellers de Barcelona van carregar per primera vegada en la seva trajectòria un castell de 9: el 4 de 9 amb folre.
En la XXX diada, celebrada el 16 de novembre del 2008, els Minyons es convertiren en la primera colla a carregar el primer 3 de 9 amb folre i l'agulla de la història, en aquella mateixa diada bastiren l'inèdit vano de 6 complet.
En la XXXVII diada, celebrada el 22 de novembre del 2015, els Minyons varen descarregar el 4 de 10 amb folre i manilles per primera vegada a la història castellera, castell que van acompanyar del 3 de 10 emmanillat, d'un 3 de 9 amb folre i pilar carregat i del pilar de 8 emmanillat.
El 2020 es va haver de cancel·lar a causa de la pandèmia de la COVID-19.

## Resum històric
A continuació trobem dues taules amb el resum de totes les colles i castells realitzats per anys. Tota la informació està extreta de la Base de Dades de la Coordinadora de Colles Castelleres de Catalunya – Colla Jove Xiquets de Tarragona.
| Data       | Colles                                     | Colles                                 | Colles                                   |
| ---------- | ------------------------------------------ | -------------------------------------- | ---------------------------------------- |
| 02/12/1979 | Minyons de Terrassa                        | Castellers de Barcelona                | Castellers de Vilanova - Colla de Mar    |
| 02/12/1979 | id4d7, 4d7, 2d6, 3d6, Pd5                  | 2d6, id4d7, 4d7c, 3d7, Pd5             | 2d6c, i4d6n, 3d6                         |
| 16/11/1980 | Minyons de Terrassa                        | Castellers de Vilanova - Colla de Mar  | Castellers de Montmeló                   |
| 16/11/1980 | 5d7, 4d7a, 3d7, Vd5                        | i3d7, 2d6, idPd5                       | i2d6, id3d6, 3d6                         |
| 15/11/1981 | Minyons de Terrassa                        | Castellers de Vilafranca               | Castellers de Ribes                      |
| 15/11/1981 | i2d7, 5d7, 3d7ps, 2d7c                     | 4d8, 2d7, 3d7ps, Pd5psc, Pd5, Pd5ps    | 4d7, 2d6c, 3d6, Pd5                      |
| 21/11/1982 | Minyons de Terrassa                        | Xiquets de Reus                        | Xicots de Vilafranca                     |
| 21/11/1982 | 5d7, 4d8c, 3d7, 2Pd5                       | 4d6n, 3d6ps, 2d6, Pd5ps                | i3d7, 2d6, 4d7, Pd5                      |
| 06/11/1983 | Minyons de Terrassa                        | Castellers de Vilafranca               | Castellers d'Altafulla                   |
| 06/11/1983 | id2d7, 2d7, 3d8, 3d7ps, Pd5                | 4d8, i2d8f, 2d7, 3d7ps, 2Pd5           | 3d7, 4d7, 2d6, Pd5                       |
| 18/11/1984 | Minyons de Terrassa                        | Castellers de Barcelona                | Colla Jove dels Castellers de Vilafranca |
| 18/11/1984 | 4d8, 3d8, 2d7, 2Pd5                        | 5d7, 2d7, 3d7ps, 2Pd5                  | 3d7, 4d7a, 2d6, Pd5                      |
| 17/11/1985 | Minyons de Terrassa                        | Colla Joves Xiquets de Valls           | Nois de la Torre                         |
| 17/11/1985 | 4d8 3d8c, 5d7, 2Pd5                        | 4d8c, 3d8, 2d7, 3Pd5                   | i3d7, id3d7, i4d7, Pd5                   |
| 16/11/1986 | Minyons de Terrassa                        | Castellers de Santa Coloma             | Vailets de Gelida                        |
| 16/11/1986 | 4d8, 3d8c, i2d8f, 2Pd5                     | 4d7a, i3d7ps, 3d7psc, 2d6, Pd5         | i4d6a, i3d6ps, 3d6                       |
| 15/11/1987 | Minyons de Terrassa                        | Castellers de Barcelona                | Xiquets de Reus                          |
| 15/11/1987 | 3d8, 2d8f, 5d6, 2Pd5                       | 5d7, 4d8c, 3d7ps, 2Pd5                 | 4d7a, 3d7ps, i2d7, Pd5c                  |
| 20/11/1988 | Minyons de Terrassa                        | Castellers de Barcelona                | Bordegassos de Vilanova                  |
| 20/11/1988 | 3d9fc, 4d8, i2d8f, Pd5                     | 5d7, 4d8, 4d7a, 2Pd5                   | 3d7, 4d7, iPd6, iPd6, Pd5                |
| 19/11/1989 | Minyons de Terrassa                        | Castellers de Barcelona                |                                          |
| 19/11/1989 | 3d9f, 2d8f, 4d8, Pd5                       | 5d7, 4d8, 4d7a, Pd5+iPd5               |                                          |
| 18/11/1990 | Minyons de Terrassa                        | Castellers de Barcelona                | Colla Jove Xiquets de Tarragona          |
| 18/11/1990 | i4d9f, 2d8f, 3d9fc, Pd5                    | i3d8, 3d7ps, 4d7, Pd5                  | 4d8, 3d8c, 2d8f, Pd5                     |
| 17/11/1991 | Minyons de Terrassa                        | Castellers de Barcelona                | Castellers de Castelldefels              |
| 17/11/1991 | 4d9fc, 2d8fc, i3d9f, Pd5                   | 3d7, 5d7, 4d8c, Pd5                    | 2d6, 4d7, 3d7, Pd5c                      |
| 22/11/1992 | Minyons de Terrassa                        | Castellers de Barcelona                | Bordegassos de Vilanova                  |
| 22/11/1992 | i3d9f, 4d9f, 5d8, 3d8, Pd5                 | 5d7, 3d7ps, 4d8, Pd5                   | i2d7, 2d7c, 5d7, 3d7, iPd5               |
| 21/11/1993 | Minyons de Terrassa                        | Castellers de Barcelona                | Xiquets de Reus                          |
| 21/11/1993 | 3d9f, 2d9fmc,4d8, Pd5                      | 5d7, 4d8, 4d7a, 2Pd5                   | 5d7, 3d7, i3d7ps, 4d7ac, Pd5             |
| 20/11/1994 | Minyons de Terrassa                        | Castellers de Barcelona                | Castellers de Cornellà                   |
| 20/11/1994 | i4d9, 4d9, 3d9f, Pd5                       | 2d7, 4d8, 3d8, 2Pd5ps                  | 3d7ps, id4d8, id4d8, 4d7a, id4d8, Pd5    |
| 26/11/1995 | Minyons de Terrassa                        | Castellers de Barcelona                | Xiquets de Tarragona                     |
| 26/11/1995 | i5d9f, 2d8f, 3d9f, 5d8, Pd5                | 2d8f, i3d8ps, 5d8c, 4d8c, Pd5          | 2d8f, i3d9f, Pd7fc, Pd5                  |
| 24/11/1996 | Minyons de Terrassa                        | Castellers de Barcelona                | Castellers de Cornellà                   |
| 24/11/1996 | id5d9f, 5d9f, 2d9fm, i4d9, 3d9f, 4Pd5      | 3d8, 2d8fc, 4d8c, Pd5                  | 5d7, 2d7, i3d7ps, 4d7, Pd5               |
| 16/11/1997 | Minyons de Terrassa                        | Castellers de Barcelona                | Bordegassos de Vilanova                  |
| 16/11/1997 | 2d9fm, 5d9fc, 4d9f, 2Pd5                   | id3d8, 3d8, 4d8, 2d8fc, 2Pd5           | 4d8c, 2d7c 3d7ps, 2Pd5                   |
| 22/11/1998 | Minyons de Terrassa                        | Castellers de Barcelona                | Xics de Granollers                       |
| 22/11/1998 | id3d10fm, 3d10fm, 5d9f, 4d9f, Pd7f         | 4d9fc, 2d8fc, 9d7, 3Pd5                | 3d8c, 4d7a, 2d7, Pd5                     |
| 21/11/1999 | Minyons de Terrassa                        | Castellers de Barcelona                | Bordegassos de Vilanova                  |
| 21/11/1999 | 4d9fac, 5d9fc, 2d8f, Pd6                   | id3d9f, i3d9f, id4d9f, id4d8, 5d7, Pd5 | id3d9f, 4d8ac, 2d8f, 3d8, Pd6            |
| 19/11/2000 | Minyons de Terrassa                        | Castellers de Barcelona                | Capgrossos de Mataró                     |
| 19/11/2000 | 3d10fmc, 2d9fmc, 4d9f, Pd6                 | 3d9fc, id4d8, id4d8, 2d8fc, Pd5        | 4d8, 3d8, 2d8f, Vd5                      |
| 18/11/2001 | Minyons de Terrassa                        | Castellers de Barcelona                | Bordegassos de Vilanova                  |
| 18/11/2001 | id5d9f, 5d9f, 4d9c, 3d9f, Pd6              | id3d9f, i3d9f, 3d8, 4d8, i2d8f, Pd5    | 5d8, i4d8a, 4d8ac, 3d8, Pd5              |
| 17/11/2002 | Minyons de Terrassa                        | Castellers de Barcelona                | Capgrossos de Mataró                     |
| 17/11/2002 | 3d10fm, i4d9fa, 4d9fac, 2d8f, Pd7f         | 3d9f, 2d8f, i4d9f, 4d8, 2Pd5           | 2d8f, 5d8, 3d9f, Pd6c                    |
| 23/11/2003 | Minyons de Terrassa                        | Castellers de Barcelona                | Capgrossos de Mataró                     |
| 23/11/2003 | i3d10fm, 3d9f                              | 3d9fc                                  | 5d8                                      |
| 21/11/2004 | Minyons de Terrassa                        | Capgrossos de Mataró                   | Xics de Granollers                       |
| 21/11/2004 | 2d9fm, 3d10fmc, 4d9f, 5Pd5                 | 5d8, 3d9f, 4d9f, Pd6                   | 3d8, 2d7, 4d8, 2Pd5                      |
| 20/11/2005 | Minyons de Terrassa                        | Castellers de Barcelona                | Capgrossos de Mataró                     |
| 20/11/2005 | i3d10fm, 2d9fm, 4d9f, 5d8, 2Pd5            | 2d8f, i3d9f, 4d8, 3d8, Pd5             | 3d9f, id4d9f, 5d8, 2d8f, Pd6             |
| 19/11/2006 | Minyons de Terrassa                        | Castellers de Barcelona                | Sagals d'Osona                           |
| 19/11/2006 | 5d9fc, 3d9fc, 4d9f, 2Pd5                   | 4d8, 3d8, 2d7, Pd5                     | id4d8, 4d8c, 3d7ps, 2d7, 2Pd5            |
| 18/11/2007 | Minyons de Terrassa                        | Castellers de Barcelona                | Xics de Granollers                       |
| 18/11/2007 | i2d9fm, 3d9f, i5d9f, 4d8, 2Pd5             | 4d9fc, id2d8f, 2d8f, 3d8, Pd5          | 5d7, 2d7, 4d7a, Pd5                      |
| 19/11/2008 | Minyons de Terrassa                        | Castellers de Barcelona                | Castellers de Sants                      |
| 19/11/2008 | 3d9fac, 4d9f, Pd8fmc, Vd6                  | 4d8ac, id4d9f, 2d8fc, id4d9f, Pd5      | 2d8f, 2d7ps, 3d8, iPd6, Pd5              |
| 22/11/2009 | Minyons de Terrassa                        | Castellers de Barcelona                | Castellers de Sants                      |
| 22/11/2009 | i3d10fm, i2d9fm, 3d9f, 4d9f, 5d8, Vd5      | 4d8a, 3d8, 2d8fc, Pd7fc                | 5d8, 3d9f, 2d8f, 2Pd5                    |
| 21/11/2010 | Minyons de Terrassa                        | Castellers de Barcelona                | Castellers de Sants                      |
| 21/11/2010 | id3d10fm, 3d10fmc, i5d9f, 4d8, 2d8f, Pd5   | 4d8, 2d8f, 3d8, 2Pd5                   | 2d8f, i4d9f, 3d8, 4d8, Vd5               |
| 27/11/2011 | Minyons de Terrassa                        | Castellers de Barcelona                | Castellers de Sants                      |
| 27/11/2011 | i3d10fm, i3d10fm, 2d8f, 4d8, Pd5           | 3d8, 2d8f, 4d8, iPd6, Pd5              | 5d8, 3d9f, 4d9fc, Pd5                    |
| 18/11/2012 | Minyons de Terrassa                        | Castellers de Barcelona                | Castellers de Sants                      |
| 18/11/2012 | 4d9f, i3d10fm, 2d9fmc, 3d8, 2Pd5           | 5d8, 3d9fc, 7d8, 2Pd5                  | 3d9f, 5d8, 7d8, Vd5                      |
| 17/11/2013 | Minyons de Terrassa                        | Castellers de Barcelona                | Castellers de Sants                      |
| 17/11/2013 | 3d9f, 5d9fc, 4d8, 2Pd5                     | 5d8, i3d9f, 4d8, 3d8, Pd5              | 4d9f, 3d9f, 4d8a, Pd7f, Vd5              |
| 16/11/2014 | Minyons de Terrassa                        | Castellers de Sants                    | Capgrossos de Mataró                     |
| 16/11/2014 | 3d10fmc, i4d10fm, 4d9f, 2d9fm, Pd8fm, 2Pd5 | 3d9f, 2d9fm, Pd8fmc                    | 4d9f, id3d9f, 3d9fc, iPd8fm, 3Pd5        |
| 22/11/2015 | Minyons de Terrassa                        | Castellers de Barcelona                | Castellers de Sants                      |
| 22/11/2015 | 3d10fm, 4d10fm, 3d9fac, Pd8fm              | 9d8c, 3d9f, 5d8, Pd7fc                 | 3d9f, i2d9fm, 5d8, 2d8f                  |
| 20/11/2016 | Minyons de Terrassa                        | Castellers de Sants                    | Capgrossos de Mataró                     |
| 20/11/2016 | 3d10fm, 4d10fm, i2d8, 3d9fa, Pd8fm         | 3d9f, 4d9f, 5d8                        | 3d9f, id5d9f, 5d9fc, 4d8, 2Pd5           |
| 19/11/2017 | Minyons de Terrassa                        | Castellers de Sants                    | Capgrossos de Mataró                     |
| 19/11/2017 | 3d10fmc, 2d9fmc, 4d9f, Pd6                 | 3d9f, 4d9f, id58, id5d8                | 3d9f, 2d9fm, id4d9f, 4d9f, 4Pd5          |
| 18/11/2018 | Minyons de Terrassa                        | Castellers de Sants                    | Capgrossos de Mataró                     |
| 18/11/2018 | 2d9fm, Pd8fm, 4d9f, Vd5                    | 3d8, id4d8, 4d8                        | 2d8f, 3d8, Vd5                           |
| 17/11/2019 | Minyons de Terrassa                        | Castellers de Sants                    | Castellers de Sant Cugat                 |
| 17/11/2019 | 2d9fm, 3d10fmc, 9d8, Pd8fm, 6Pd5+Pd5c      | 5d8, 4d9f, id3d9f, id3d9f, 3d8         | 3d8, 2d7, 4d8                            |
| 21/11/2021 | Minyons de Terrassa                        | Castellers de Sants                    | Castellers de Sant Cugat                 |
| 21/11/2021 | 4d8, 3d9f, 2d8f, Pd6, Pd5                  | 5d7, 4d8, 7d7                          | 5d7, id4d7a, 4d7a, 4d7                   |
| 20/11/2022 | Minyons de Terrassa                        | Castellers de Sants                    | Castellers de Sant Cugat                 |
| 20/11/2022 | 3d9f, 2d9fm, 4d9f, Pd7f, 5Pd5              | id3d9f, 3d9f, id4d9f, 4d8, 2d7, Vd5    | 4d8, id3d8, 3d8, id2d7, i2d7             |
| 19/11/2023 | Minyons de Terrassa                        | Castellers de Sants                    | Castellers de Sant Cugat                 |
| 19/11/2023 | 5d9fc, 4d9f, 3d9f, 5Pd5                    | 4d9f, 7d8, 3d8, 2Pd5+2Pd4              | 3d8, 4d8, 2d7, Vd5                       |
| 17/11/2024 | Minyons de Terrassa                        | Castellers de Sants                    | Capgrossos de Mataró                     |
| 17/11/2024 | 5d9f, 2d9fm, 9d8, Pd6, 5Pd5                | 2d8f, id4d9f, 4d9f, 9d7, Pd5+2Pd4      | 3d9f, 4d8p, 5d8, Pd7f, 3Pd4              |